# Diomedeoides
Diomedeoides es un género extinto de ave marina, comprendido en la familia monotípica Diomedeoididae, perteneciente al orden de los Procellariiformes, el cual abarca en la actualidad a los albatros y a los petreles. Se reconocen como válidas dentro de Diomedeoides tres especies descritas. La taxonomía de este género y de la familia aún requieren de revisión, e incluso es probable que el nombre de género Diomedeoides sea realmente un sinónimo más moderno de Rupelornis (van Beneden, 1871).
Los fósiles de estas aves se han encontrado en estratos rocosos del Oligoceno y el Mioceno en Europa e Irán. Dos de las especies, D. brodkorbi y D. lipsiensis son conocidas de Europa central, en tanto que la tercera especie, D. babaheydariensis solo habitó en Irán.